# Блэкстон (Виргиния)
Блэкстон (англ. Blackstone) — город в округе Ноттовей  в штате Виргиния США. По данным переписи 2020 года, численность населения составляла 3352 человека.

## Население
| 2010 | 2020  |
| ---- | ----- |
| 3621 | ↘3352 |